# Assimp
Open Asset Import Library (Assimp) és una biblioteca d'importació de modelatge 3D multiplataforma sota llicècia BSD. Té com a objectiu proporcionar una Interfície de programació d'aplicacions (sigles en anglès, API) per a diferents formats de fitxers de recursos 3D. Escrita en C++, ofereix interfícies per a C i C++. Les vinculacions a altres llenguatges (per exemple, BlitzMax, C#, Python) es desenvolupen com a part del projecte o estan disponibles en altres llocs. Donada la importància i els avantatges d'Assimp, s'està desenvolupant un port Java (/ Kotlin) pur.
Les dades importades es proporcionen en una estructura de dades jeràrquica i directa. Els passos configurables de processament posterior (és a dir, generació normal i tangent, diverses optimitzacions) augmenten el conjunt de funcions.
Assimp actualment admet 57 formats de fitxers diferents per llegir, inclosos COLLADA (.dae), .3ds, DirectX .X, Wavefront OBJ i Blender 3D (.blend). A partir de la versió 3.0 Assimp també proporciona funcionalitats d'exportació per a alguns formats de fitxer.